# Philotheca verrucosa
Philotheca verrucosa är en vinruteväxtart som först beskrevs av Achille Richard, och fick sitt nu gällande namn av Paul G. Wilson. Philotheca verrucosa ingår i släktet Philotheca och familjen vinruteväxter. Inga underarter finns listade i Catalogue of Life.